# Hans Roelli

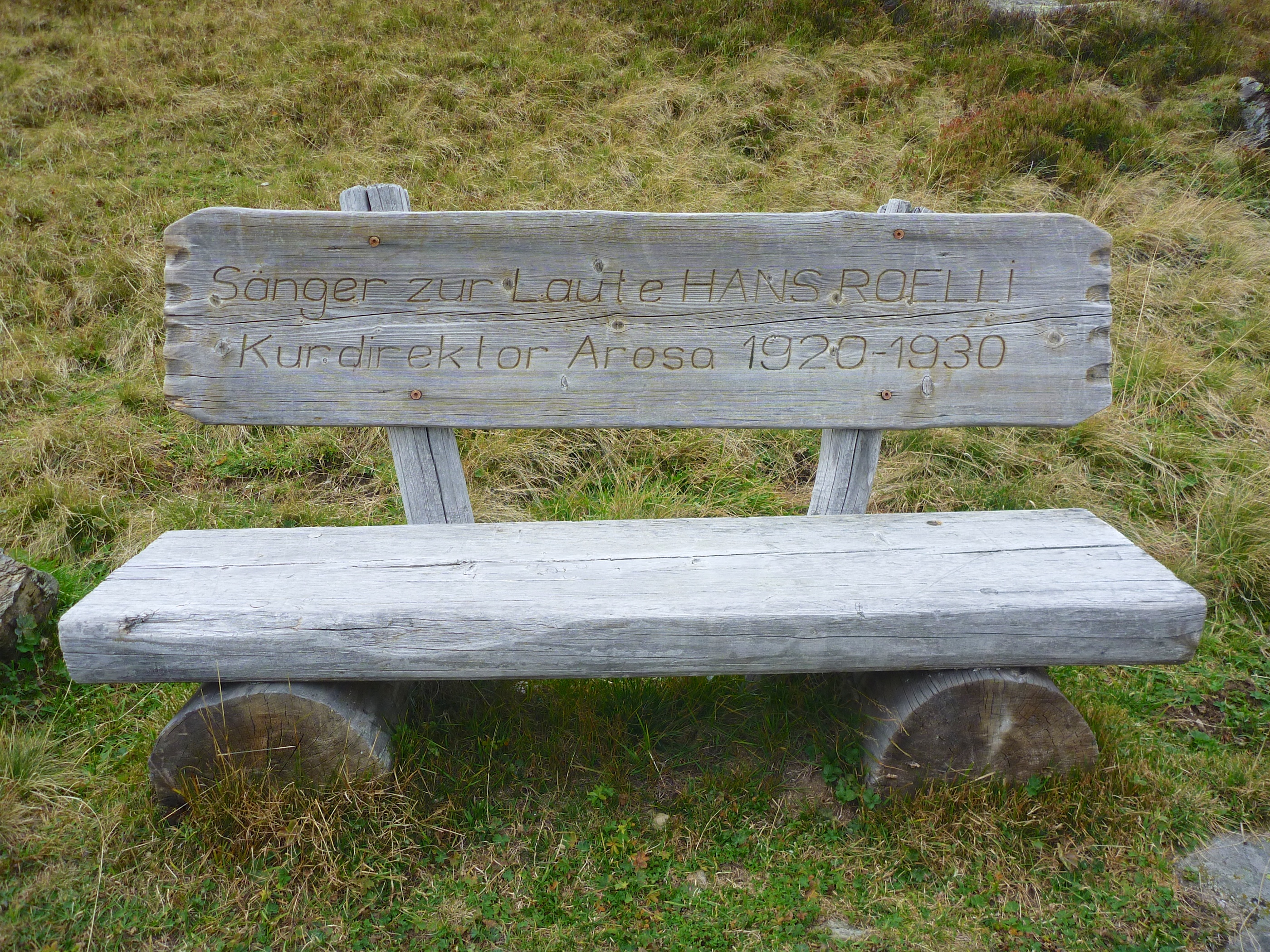
Sitzbank im Skigebiet von Arosa zum Andenken an Hans Roelli

Hans Roelli (* 7. September 1889 in Willisau; † 5. Juni 1962 in Zürich) war ein Schweizer Komponist, Dichter, Tourismusfachmann und Journalist.

## Leben und Wirken
Hans Roelli schrieb eine grosse Anzahl von Gedichten und Versen und publizierte zahlreiche Gedichtbändchen und Bücher (beispielsweise Es leuchtet der Schnee, München 1934). Bekannt wurde er vor allem als Komponist von rund 1200 Liedern, welche er mitunter mit der Hilfe von Komponisten wie Hans Heusser (Drei Schlichte Lieder, 1910) verdichten konnte. Einige davon wurden zu Volksliedern, darunter viele Soldatenlieder (etwa: I bi Soldat und du bisch Soldat). Auch der bekannte Schi-Jodel (Lönd de Tüfel fahre) stammt aus seiner Feder.
Einen grossen Teil seines Lebens verbrachte Hans Roelli in Arosa, wo er 1920 von Felix Moeschlin das Amt des Kurdirektors übernahm. In dieser Funktion wirkte er bis 1930. Während seiner Amtszeit unmittelbar nach dem Krieg beschleunigte sich der Wandel Arosas vom klassischen Luftkurort zur Wintersportstation. Roelli förderte diese Entwicklung mit zahlreichen journalistischen Texten, Prospekten und Werbebroschüren sowie der Einführung von neuen touristischen Dienstleistungen. Daneben übernahm er in Litzirüti jeweils persönlich die Siegerehrung der auf der Bobbahn Arosa stattfindenden Rennkonkurrenzen.
Nach seinem Rücktritt als Kurdirektor leitete Roelli während vieler Jahre die Skischule des Arosa Kulm Hotels. Als später eine von ihm gegründete Werbeagentur nicht den gewünschten Erfolg hatte, betätigte sich der begeisterte Skifahrer und Erfinder des sogenannten «Roelli-Quersprungs» als selbständiger Skilehrer, um seine zahlreichen künstlerischen Tätigkeiten finanziell abzustützen.
Aufgrund seiner Funktion und Kontaktfreudigkeit freundete er sich in Arosa mit zahlreichen Persönlichkeiten an, wie etwa Hans Morgenthaler oder Hermann Hesse, mit dem er gemeinsame Skitouren unternahm. Am 19. Januar 1938 gehörte unter anderem Thomas Mann zu den Gästen einer seiner zahlreichen Liederabende. Während des Zweiten Weltkrieges trug Roelli im Rahmen der Armeesektion Heer und Haus an rund 300 Abenden Lieder für die Soldaten im Aktivdienst vor.

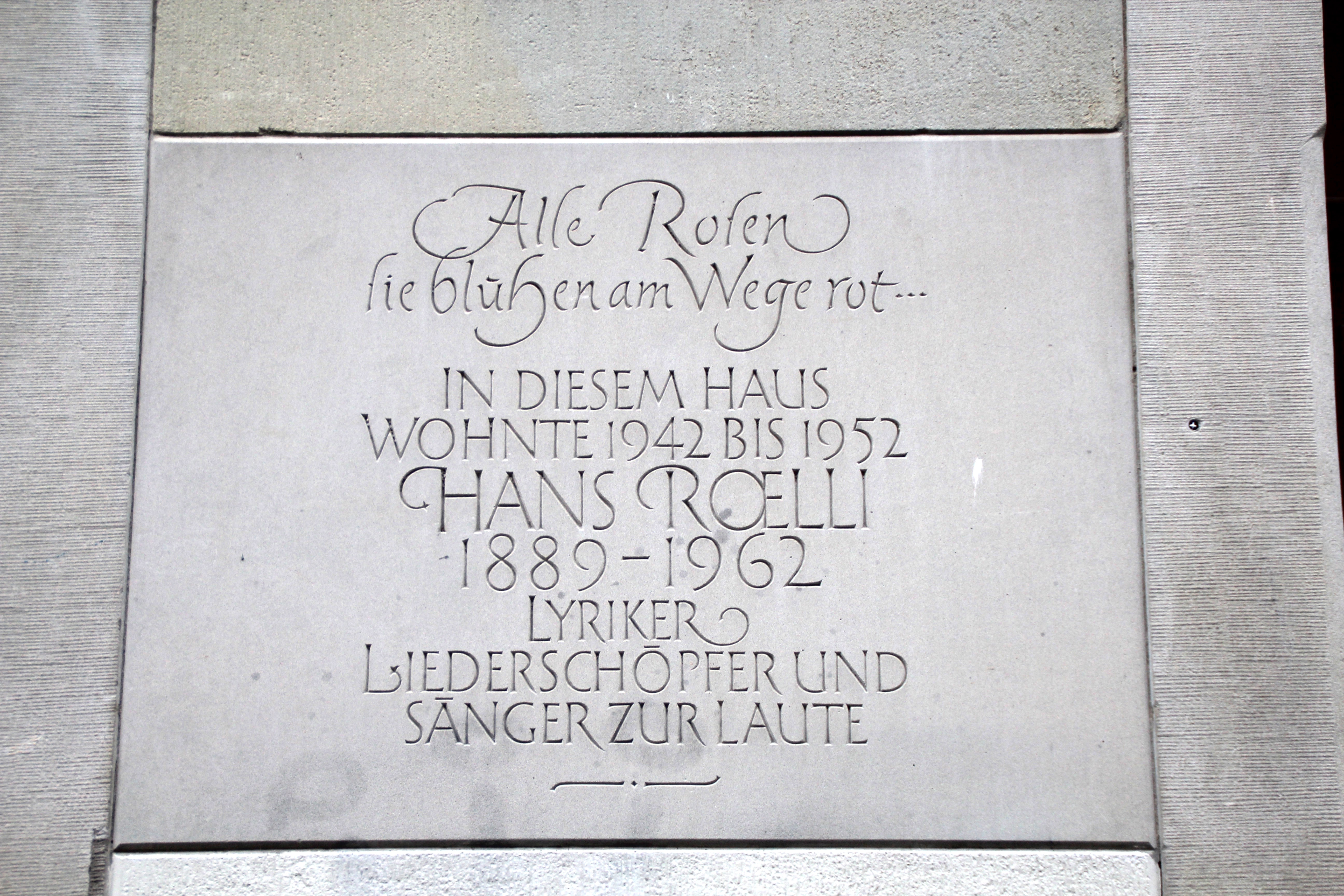
Tafel an Roellis Wohnhaus am Neumarkt 11 in Zürich

Roelli war dreimal verheiratet. 1917 heiratete er die Kunstmalerin Berta Hedwig Eberle (die spätere Hedi Mertens), von der er 1924 geschieden wurde. 1926 erfolgte die Hochzeit mit der deutschen Industriellentochter Lotte Maria Borst; die Ehe wurde 1939 geschieden. 1941 heiratete er die Künstlerin Margrit Hubacher. 1962 verstarb Hans Roelli 73-jährig in Zürich. Er wurde auf dem Friedhof Fluntern beigesetzt.
2002 wurde in Zürich die «Hans-und-Margrit-Roelli-Stiftung» zur Verbreitung des Werks von Hans und Margrit Roelli geschaffen.

## Werke (Auswahl)
- Auf der Strasse. 24 Marschlieder und Wanderweisen. Verlag Amstutz & Herdeg, Zürich; Leipzig 1940.
- Balthasar. Vereinigung Oltner Bücherfreunde, Olten 1945
- 101 Roelli-Lieder. Kunzelmann, Adliswil 1985.